# Barragem de Miranda

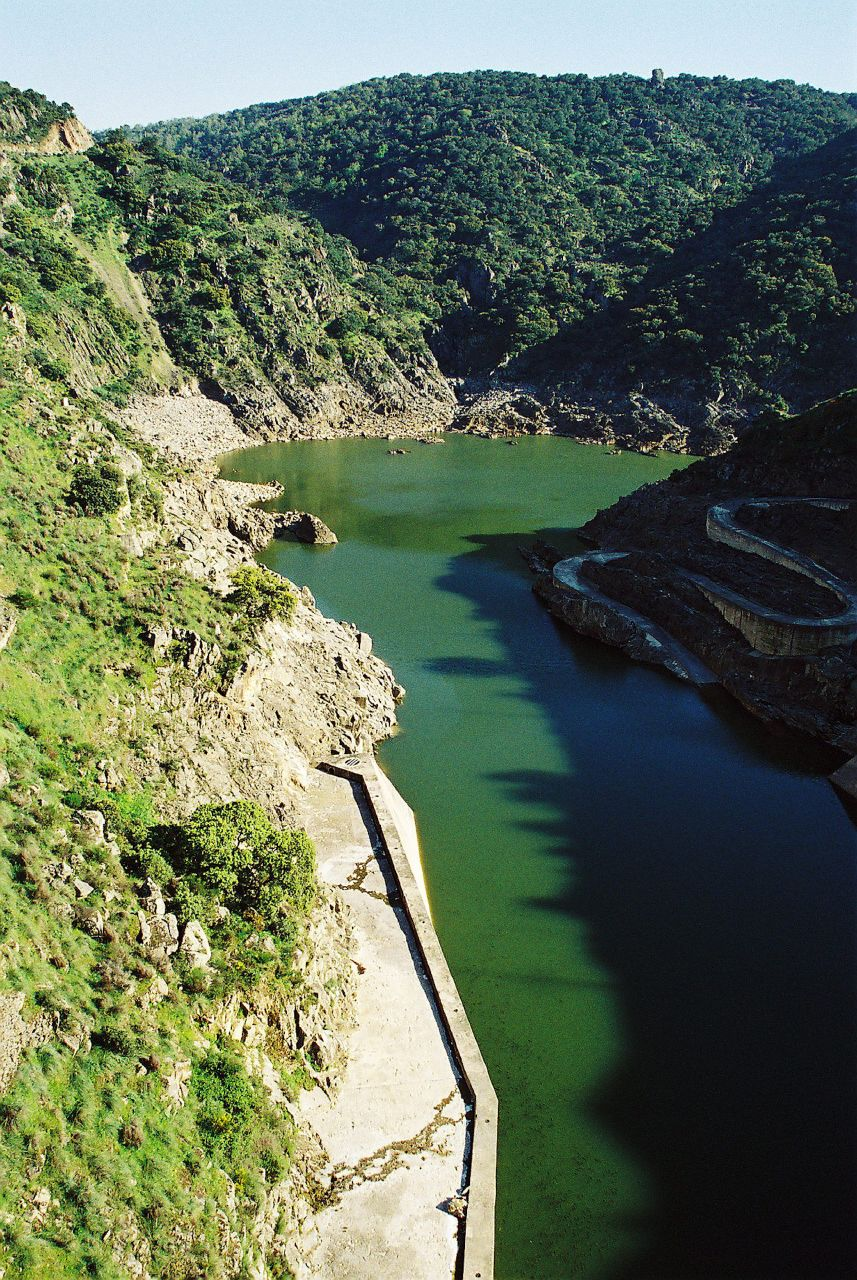
Barragem de Miranda do Douro.

A Barragem de Miranda, ou Barragem de Miranda do Douro, é uma barragem portuguesa construída sobre o leito do rio Douro que se situa muito próximo da cidade de Miranda do Douro, no distrito de Bragança, a jusante da barragem espanhola de Castro.
Faz a ligação entre a freguesia de Miranda do Douro, na margem direita, do lado português, com a municipalidade de Torregamones, da província de Zamora, na margem esquerda, do lado espanhol.
Faz parte do Aproveitamento Hidroeléctrico de Miranda que é o que se situa mais a montante, do lado português, no troço internacional do Rio Douro.
Encontra-se em exploração desde 1960.
Utilizando um desnível de 57 m existente entre a origem do troço internacional do Douro e a retenção do Aproveitamento Hidroeléctrico de Picote, a Central de Miranda possui uma potência total de 363 MW e produz em média cerca de 1.103 GWh/ano.
A Barragem de Miranda cria uma pequena albufeira ao longo de uma extensão de 14 km, com uma capacidade máxima ao nível máximo normal de exploração, cota 528,05 m, de 28.100.000 m³, dos quais apenas cerca de 6.400.000 m³ são turbináveis em exploração normal.
Basicamente o aproveitamento compõe-se de uma barragem, munida na sua parte central de um Descarregador de Cheias, Central Subterrânea, Edifício de Comando e de Descarga e Subestação localizados na margem direita.
A Barragem, com uma altura máxima de 80 m acima das fundações, é do tipo contrafortes e está equipada, na sua parte central, com 4 vãos descarregadores providos de comportas segmento, os quais no seu conjunto permitem descarregar um máximo de 11.000 m³/s.
Na concepção inicial deste aproveitamento existia, na margem direita junto à barragem, uma Descarga Auxiliar de Superfície, actualmente desactivada, dado que a galeria que utilizava está actualmente integrada no Circuito Hidráulico do Grupo 4.
A barragem dispõe ainda de duas Descargas de Fundo constituídas, cada uma, por uma conduta metálica de 2,5 m de diâmetro que atravessa o corpo da barragem e por duas comportas comportas planas em série.
A Central de Miranda, em caverna, tem 80 m de comprimento, 19,6 m de largura e 42,7 m de altura máxima de escavação e é totalmente revestida a betão. Está equipada com 3 Grupos Geradores, constituídos cada um por uma turbina Francis de eixo vertical e de 58.400 kW, acoplada a um alternador trifásico de 60.000 kVA e com um grupo gerador constituído por uma turbina Francis de eixo vertical e de 183.000 kW, acoplada a um alternador trifásico de 210.000 kVA.
Na margem direita, junto ao coroamento da barragem (com 263,00 m) localizam-se o Edifício de Comando, no qual está centralizada toda a manobra do equipamento electro e hidromecânico e o Edifício de Descarga, que comunica com a central através de um poço de acesso de 9 m de diâmetro útil e cerca de 63 m de altura.
A Subestação de Transformação está estabelecida numa plataforma à cota 535,00 m, adjacente ao Edifício de Descarga possuindo 3 blocos de 3 Transformadores monofásicos, 15/246 kV, 3x22 MVA, e um Transformador trifásico de 210 MVA (Grupo 4) que alimentam um barramento único de 220 kV.
Energias de Portugal vendeu a barragem a um consórcio francês em dezembro de 2019.